# ديريك هاريسون (دراج)
ديريك هاريسون (بالإنجليزية: Derek Harrison)‏ هو دراج بريطاني، ولد في 5 مارس 1944 في برمنغهام في المملكة المتحدة.

## وصلات خارجية
- ديريك هاريسون على موقع أرشيف الدراجات (الإنجليزية)
- ديريك هاريسون على موقع إحصائيات الدراجات الإحترافية (الإنجليزية)
- ديريك هاريسون على موقع أوليمبيديا (الإنجليزية)
- ديريك هاريسون على موقع اللجنة الأولمبية البريطانية (الإنجليزية)